# Río de Santa Eulalia
El río de Santa Eulalia (en catalán riu de Santa Eulària) recorre el norte de la isla de Ibiza (España).

## Descripción
Ha sido tradicionalmente considerado el único río de las Islas Baleares. Debe su nombre a que desemboca en la villa de Santa Eulalia y al mismo tiempo el río completa el nombre de la ciudad, que se llama Santa Eulalia del Río. El torrente de Besora de San Antonio Abad, después de pasar por San Juan Bautista, en Santa Eulalia del Río, con las aguas de la sierra des Forn Nou, se transforma en el río de Santa Eulalia.
Hasta mediados del siglo XX el río llevó agua todo el año, pero actualmente sólo lleva agua después de lluvias, como cualquier torrente. La mayor parte de la isla de Ibiza está formada por montañas no muy altas y estas montañas son básicamente de roca caliza, que es permeable. De ahí que la mayor parte de la isla es un gran acuífero, hasta el punto que hay varios chorros naturales de agua. Así, el río de Santa Eulalia, que en principio sería un torrente, se alimentaba durante todo el año de aguas subterráneas, cumpliendo la característica básica de cualquier río: llevar agua de forma continua.
A mediados del siglo XX la explotación de los acuíferos se intensifica y el río se seca, llevando agua sólo después de las precipitaciones. Así, hoy en día es discutible y discutido que se pueda decir río más allá de la toponimia. Morfológicamente sólo parecía un río en la zona de la desembocadura. Varios torrentes van a parar al río de Santa Eulalia. En el interior era un riachuelo que no podía modificar morfológicamente su entorno en la medida que un río debería hacerlo. Sólo la zona anterior a la desembocadura, cerca de Santa Eulalia, está modificada por el río.
Debajo del Puig de Missa de Santa Eulalia había habido regadíos e incluso molinos harineros impulsados por la corriente del río. Para los que defienden que se le siga considerando río, un argumento es que actualmente todavía corre de forma subterránea debajo de su lecho. En inviernos especialmente lluviosos el río todavía puede llevar agua durante meses. Durante buena parte del invierno 2006-2007 el río corrió, lo que no se veía desde hacía muchos años, tal vez décadas. En el interior, el río también había sido aprovechado por el regadío, ya que los agricultores que tenían tierras limitando con él usaban regaderas para canalizar agua del río y aprovecharla para regar. Esto implicaba necesariamente que los vecinos que empleaban el río se pusieran de acuerdo, ya que detenían el agua de la regadera por completo durante un tiempo el día que se quería regar, dejando los de más abajo sin agua. Con este sistema también se hacía llegar agua a zonas un poco más alejadas, como Es Canar.
La desembocadura del río de Santa Eulalia está invadida por el mar unos quinientos metros y el ayuntamiento de Santa Eulalia ha hecho un paseo. Dentro, laúdes y otras pequeñas embarcaciones la utilizaban de muelle.